# تویوتا آی‌کیو
تویوتا آی‌کیو (به انگلیسی: Toyota iQ) یک خودروی شهری است که برای اولین بار در نمایشگاه اتومبیل ژنو به تاریخ مارس ۲۰۰۸ در معرض دید عموم قرار گرفت. شروع فروش تویوتا آی‌کیو در ژاپن به تاریخ اکتبر ۲۰۰۸ و در اروپا از ژانویه ۲۰۰۹ آغاز شد
این خودرو در نمایشگاه بین‌المللی خودروی فرانکفورت ۲۰۰۷ به عنوان یک خودرو مفهومی به نمایش گذاشته شد.
ای کیو در اکتبر ۲۰۱۱ در آمریکا با نام تجاری (Scion iQ) ارائه شده‌است
این خودرو در کلاس خودرو شهری کم مصرف قرار گرفته و طراحی آن خودروهای موتور جلو-محور جلو بوده‌است. سیستم جعبه‌دندهٔ آن ۵ ،۶ سرعته به صورت دستی است.